# Wz.67 (каска)
Wz.67 (пол. Hełm stalowy wz. 67) — общевойсковая стальная каска вооружённых сил Польши образца 1967 года.

## История
После окончания Второй мировой войны в польской армии использовались некоторое количество польских касок wz.31 и советские шлемы СШ-40.
В дальнейшем, было принято решение о создании единого стандартизованного образца армейской каски. Шлем wz.67 был официально принят на снабжение 21 апреля 1967 года и в дальнейшем заменил шлемы ранних образцов.
В 1994 году в вооружённых силах Польши появились первые кевларовые шлемы wz.93, во втором полугодии 2015 года замена в войсках стальных касок на шлемы из композитных материалов была завершена, однако в начале 2018 года министерство обороны Польши приняло решение отремонтировать 14 000 шт. касок обр. 1967 года для резервистов.
В дальнейшем, агентство военного имущества министерства обороны Польши начало распродажу складских запасов касок обр.1967 года.

## Описание
Каска массой 1400 грамм изготавливалась из стального листа толщиной 1,4 мм, окрашивалась масляной краской в тёмно-зелёный цвет и комплектовалась амортизирующим подшлемником и кожаным ремнём. В дальнейшем, к каске был разработан сетчатый чехол.

## Страны-эксплуатанты
- Польша
- Египет[уточнить]